# Oligia grahami
Oligia grahami är en fjärilsart som beskrevs av Benjamin 1933. Oligia grahami ingår i släktet Oligia och familjen nattflyn. Inga underarter finns listade i Catalogue of Life.